# Kviklån
Kviklån er en type forbrugslån, hvor låntager ikke stiller sikkerhed og som har en løbetid på under 3 måneder. Typisk udbydes disse lån af forbrugslånsvirksomheder. I 2013 lånte danskerne omkring 100 millioner kroner vha. kviklån. I 2014 var dette tal steget til 436 millioner.
Kviklån startede oprindeligt som mikrolån i udviklingslande, hvor de har hjulpet mindre erhvervsdrivende med at udvikle eller udvide deres forretninger[kilde mangler]. Ideen om hurtige, små lån spredte sig derefter, og i dag er det muligt for enhver at optage kviklån. De markedsføres ofte under flere navne, men der er i realiteten ingen forskel på dem. Forskellige begreber som kviklån, minilån, mikrolån, mikrokredit, lynlån, hurtiglån, mobillån, SMS-lån, ekspress lån dækker alle over den samme ydelse med de samme vilkår: det går hurtigt, det kan gøres fra en smartphone og der er tale om varierende, men dog små beløbsstørrelser med kort frist. De fleste internetbanker har en låneberegner, så man kan se lånets rente og løbetid, samt hvor meget man ender med at skulle betale tilbage.
Kviklån bliver især udbudt af nye alternative internetbanker og kreditselskaber i modsætning til den traditionelle banksektor, der ofte vil kræve at låntager skal have en lønkonto i banken, for at optage lån. Man ansøger dermed på bankens egen hjemmeside om lånet og får ofte tilsendt en sms med en kode, der fungerer som digital underskrift til at underskrive låneaftalen.
Siden dets udvidelse har branchen været udsat for hård kritik i medierne, typisk pga. debatten om høj ÅOP (kaldet Årlig omkostning i procent) i forhold til andre låntyper.

## Fordele og ulemper
For de fleste udbydere bliver låntagers kreditværdighed og dermed tilbagebetalingsevne vurderet gennem forskellige kreditvurderingssystemer, som bl.a RKI m.v. Det tager kun ganske få minutter, hvorfor lånet kan tilbydes meget hurtigt. Nogle selskaber stiller som minimumskrav at man ikke er i RKI, hvorimod andre selskaber stiller strengere krav, før de vil udbetale lån. Størrelsen på lånet spiller også en betydelig rolle i forbindelse med optagelse af kviklån; ønsker man for eksempel at låne 100.000 kroner, kan man hos de fleste selskaber forvente at skulle fremvise løn-sedler og årsopgørelse, før lånet godkendes.
Da der ikke er noget krav om, at låntager skal stille sikkerhed, kan man meget hurtigt få beløbet overført, og mange danskere vælger denne mulighed til at få hurtige penge om lørdagen, hvor bankerne har lukket. Da hele processen sker online og anonymt, vil der heller ikke være noget krav om stillingtagen til, hvad pengene skal bruges til. Derudover er det i nogle tilfælde også muligt at trække det beløb, som man skal betale i rente, fra i skat.
Dog er ulempen i langt de fleste tilfælde en højere ÅOP, og selvom de samlede kreditomkostninger ikke er højere end ved konventionelle langvarige lån, er det alligevel sværere for mange at tilbagebetale kviklån med kort frist sammenlignet med større lån med lang frist. Flere danske medier har kritiseret kviklåns høje ÅOP: Politiken har rapporteret om ÅOP på over 1.400 % mens Ekstra Bladet har rapporteret om lån med en ÅOP på 500.000 %
Denne kritik er imidlertid langt fra tilsigtet samtlige udbydere, men snarere netbutikker som tilbyder afbetalingsordninger i forbindelse med køb. Store dele af kritikken går år tilbage, og flere internetbanker har siden revideret deres forretning som et resultat af denne kritik. For eksempel har en af udbyderne selv indført et loft på hvor meget førstegangslånere kan låne, så man får en chance for at bevise ansvarlig låneadfærd.
I maj 2015 offentliggjorde Konkurrence- og Forbrugerstyrelsen en rapport, hvori de kritiserede mediernes fokus på ÅOP i forbindelse med kviklån. De understregede, at de samlede omkostninger i forbindelse med låntagning faktisk kan ende op med at blive større ved et konventionelt længerevarende lån, såfremt man ser på de samlede kreditomkostninger frem for bare ÅOP. Det er altså ifølge rapporten fejlagtigt at vurdere kviklån i forhold til ÅOP, da løbetiden sjældent er mere end en måned. ÅOP vil netop være højere jo kortere løbetiden er, da beregningen af ÅOP forudsætter at samme lån gentages i et helt år, inklusive renter og renters rente. Dette er Bjarne Astrup Jensen, lektor ved Institut for Finansiering på CBS, enig i og han har flere gange fremhævet, at ÅOP kan være misvisende og aldrig skal stå alene som sammenligningsgrundlag mellem forskellige lånemuligheder. På Finans.dk har Bjarne Astrup Jensen udtalt at, »Det er åbenlyst absurd at udregne en ÅOP på baggrund af et lånearrangement, der kun strækker sig over en måned. Det er ganske vist et lovkrav, men ÅOP er en annualiseret størrelse og slet ikke udtænkt med henblik på så korte løbetider.«. 
Ydermere sammenligede Konkurrence- og Forbrugerstyrelsen i deres rapport to længerevarende lån med et kviklån og konkluderede, at sidstnævnte endte med at blive billigere på trods af en højere ÅOP (forudsat at beløbet betales til tiden). I samme rapport redegøres også for årsagerne til den højere rente, som karakteriserer kviklån. En af disse årsager er bl.a., at udbyderne har risiko for tab på hvert enkelt udlån, da der som sagt ikke stilles sikkerhed, som ellers ville kunne realiseres. En anden årsag er de administrative omkostninger, der er forbundet med at have en kundeservice. Rapporten beskriver endvidere, at hovedårsagen til at folk kommer i klemme i forbindelse med optagelse af kviklån ikke er prisen som sådan, men snarere den korte frist. En løbetid på 1-45 dage er så kort, at mange låntagere ikke kan nå at spare penge op eller på andre måder finde penge i budgettet til at tilbagebetale lånet rettidigt. Som en vej herudaf vælger flere simpelthen at optage nye lån for at tilbagebetale de gamle. For at bekæmpe denne tendens har flere internetbanker valgt at indføre kassekreditter med løbetid på et år.
Den 1. januar 2017 trådte en ny regel i kraft vedrørende kviklån. Med den nye regel i kraft, skal personen som har søgt et kviklån vente obligatoriske 48 timer, før at det kan bekræftes, at personen vil foretage lånet. Altså får låntager 48 timers tænkepause, hvor der gives muligheden for at annullere lånet under denne periode.

## Lovgivning
Der er aftalefrihed i Danmark. Det vil sige, at private kan indgå aftaler, som de ønsker, hvis loven ikke gør undtagelser. På den ene side har forbrugerne på kviklånsmarkedet selv ansvar for at afsøge markederne, sammenligne alternativer og træffe et velovervejet valg i forbindelse med optagelsen af kviklån. På den anden side har udbyderne pligt til at udøve ansvarlig långivning over for deres kunder. Det kommer til udtryk ved, at udbyderne er forpligtet via kreditaftaleloven til at vurdere, om en potentiel låntager på baggrund af dennes økonomiske situation vil være i stand til at betale de forudsatte afdrag på kreditbeløbet.
Endvidere har det siden 2010 været lovpligtigt for långiveren at oplyse følgende til låntageren forud for lånet: kredittypen; det samlede kreditbeløb og dets betingelser (inklusive ÅOP); løbetiden; størrelse, antal og hyppighed af afbetalinger; oplysninger om følgerne ved manglende betaling. Denne lovændring skyldes en række sager, hvor forbrugerombudsmanden anmeldte nogle udbydere af kviklån til politiet for overtrædelse af skiltningsbekendtgørelsen, renteloven og/eller markedsføringsloven. En af disse udbydere er efterfølgende trådt ud af det danske marked for kviklån. Det er også i strid med prismærkningsloven kun at oplyse om den månedlige ydelse, hvis der i virkeligheden er tale om flere omkostninger. Dog er flere internetbanker begyndt at oplyse om det samlede beløb.

## Indgreb
I Danmark har der været debat blandt politikere om, hvorledes det ville være forsvarligt at regulere markedet med fx betænkningstid, omkostningsloft eller totalt forbud.
S-R-regeringen gik med tanker om at vedtage en lov om betænkningstid, så kviklån grundet impulskøb kunne bringes ned, ligesom Konkurrence- og Forbrugerstyrelsen har kommet med lignende forslag. Repræsentanter fra brancheforeningen Dansk Kreditråd fremhæver at erfaringsmæssigt, vil sådanne indgreb reelt ikke have effekt, da de mennesker, der virkelig har brug for pengene, bare vil vente den tid, det tager, alligevel. For år tilbage var der sågar snak om totalforbud.
Et flertal i Folketinget vedtog i 2016 et lovforslag, som indebærer en obligatorisk 48 timers tænkepause. Alle, der ansøger om kviklån, skal dermed vente i 48 timer, før de kan tage en endelig beslutning. Lovforslaget trådte i kraft 1. januar 2017. Det var dog muligt for de udbydende virksomheder at omgå reglen ved at ændre deres lån til en form for kassekredit.
Flere EU lande har vedtaget restriktioner på, hvor dyre kviklån må være, men Konkurrence- og Forbrugerstyrelsen mener ikke, at et sådant indgreb er en ideel løsning på markedets problemer i Danmark. Styrelsen påpeger, at et omkostningsloft vil have konkurrencemæssige konsekvenser, da kviklån i et givent omfang er i konkurrence med længerevarende forbrugslån og med bankernes kassekreditter, overtræk og udlån. En tidligere analyse fra styrelsen har vist, at bankmarkedet for privatkunder i forvejen er et område, hvor priskonkurrencen er svag, da bankerne ikke udfordres væsentligt på pris – hverken af hinanden eller af forbrugerne. Et omkostningsloft vil altså på sigt være skadeligt for konkurrencen, dets udvikling og prisniveauerne generelt.
Finanstilsynet har d. 29 november 2018 stillet nyt udkast til en lov om forbrugslånvirksomheder. Loven vil give en række ændringer til driften af forbrugslånvirksomhed og have stor indflydelse på både nuværende og nye forbrugslånvirkssomheder. I lovforslaget stilles nu forslag til at forbrugslåns markedet får øget tilsyn af Finanstilsynet og skal fremover have tilladelse til at drive sådanne virksomhed. I dag (marts 2019) skal du ikke have tilladelse af Finanstilsynet men blot registrere dig hos Finanstilsynet for at bekræfte at du overholdet hvidvaskloven.
Forslaget indeholder blandt andet krav om forretningsgangene i forbrugslånsvirksomheder skal overholde redelig forretningskik og god praksis. Derudover skal ledelsen opfylde egentheds- og hæderlighedskrav og forbrugslånsvirksomheden skal selv sikre at kreditaftalen er hensigtsmæssig for deres målgruppes formål med lånet. Derudover skal forbrugslånsvirksomheder nu også have en whistleblowerordning (whisleblower) hvis de har mere end 5 ansat. Det forventes at loven vil træde i kraft d. 1 juli 2019 og alle forbrugslånsvirksomheder skal have ansøgt om tilladelse til drift inden d. 1 januar 2020.